# Marko Vukašinović
Marko Vukašinović, cyr. Марко Вукашиновић (ur. 3 lipca 1993) – czarnogórski siatkarz, reprezentant Czarnogóry, grający na pozycji przyjmującego.

## Sukcesy klubowe
Liga czarnogórska:
- 2010, 2011, 2012, 2013, 2014

Liga szwajcarska:
- 2017
- 2015

Superpuchar Serbii:
- 2017[9]

Puchar Serbii:
- 2018[10]

Liga serbska:
- 2018

Superpuchar Kataru:
- 2018[11], 2019[12]

Puchar Kataru:
- 2019

Klubowe Mistrzostwa Azji:
- 2019

Klubowe Mistrzostwa Arabskie:
- 2019[13]

Liga katarska:
- 2019

Puchar Emira:
- 2019[14]

Liga arabska:
- 2021

Liga Zjednoczonych Emiratów Arabskich:
- 2022

Liga bahrajńska:
- 2024

Puchar Bahrajnu:
- 2024[15]

## Sukcesy reprezentacyjne
Liga Europejska:
- 2014[16]

## Nagrody indywidualne
- 2018: Najlepszy zagrywający ligi serbskiej w sezonie 2017/2018[17]
- 2019: Najlepszy przyjmujący Klubowych Mistrzostw Arabskich[18]